# Paronychia beauverdii
Paronychia beauverdii är en nejlikväxtart som beskrevs av Czecz. Paronychia beauverdii ingår i släktet prasselörter, och familjen nejlikväxter. Inga underarter finns listade i Catalogue of Life.